# Campeonato de Primera Fuerza 1938/39
In 1938/39 werd het zestiende seizoen gespeeld van het Campeonato de Primera Fuerza, de hoogste amateurklasse van het Mexicaanse voetbal. Asturias werd kampioen.

## Eindstand
| Plaats | Club        | Wed. | W | G | V | Saldo | Ptn. |
| ------ | ----------- | ---- | - | - | - | ----- | ---- |
| 1.     | Asturias    | 12   | 7 | 3 | 2 | 32:24 | 17   |
| 2.     | Euzkadi     | 12   | 7 | 1 | 4 | 44:33 | 15   |
| 3.     | América     | 12   | 5 | 3 | 4 | 31:26 | 13   |
| 4.     | Necaxa      | 12   | 5 | 2 | 5 | 32:31 | 12   |
| 5.     | Club España | 12   | 5 | 1 | 6 | 41:37 | 11   |
| 6.     | Marte       | 12   | 4 | 1 | 7 | 24:33 | 9    |
| 7.     | Atlante     | 12   | 3 | 1 | 8 | 22:42 | 7    |

|  | Kampioen                               |
|  | Euzkadi werd na dit seizoen ontbonden. |

### Kampioen
| Campeonato de Primera Fuerza 1938/39 |
| Mexico                               |
| ------------------------------------ |
| ASTURIAS Kampioen (2° titel)         |

## Topschutters
| Speler                      | Speler      | Goals | Club        |
| --------------------------- | ----------- | ----- | ----------- |
| Vlag van Spanje (1931-1939) | Miguel Gual | 13    | Club España |